# Cestrum acutifolium
Cestrum acutifolium är en potatisväxtart som beskrevs av Brother Alain. Cestrum acutifolium ingår i släktet Cestrum och familjen potatisväxter. Utöver nominatformen finns också underarten C. a. glabrius.